# Yaginumaella montana
Yaginumaella montana är en spindelart som beskrevs av Zabka 1981. Yaginumaella montana ingår i släktet Yaginumaella och familjen hoppspindlar. Inga underarter finns listade i Catalogue of Life.